# Bobovek
Bobovek is een plaats in Slovenië en maakt deel uit van de gemeente Kranj in de NUTS-3-regio Gorenjska. De plaats telde 153 inwoners op 1 januari 2020.